# Послання Президента України

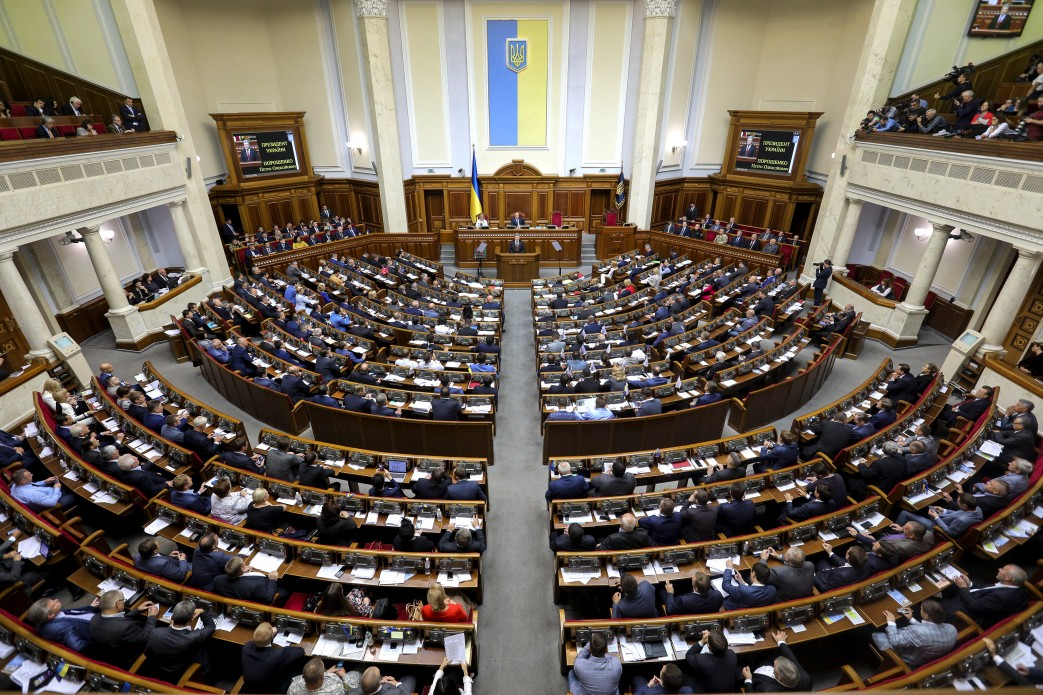
Петро Порошенко виступає зі щорічним посланням у 2017 році

Послання Президента України — звернення глави держави Україна до народу або до Парламенту, в якому викладається позиція Президента з основних напрямів внутрішньої та зовнішньої політики, або інформація про важливі рішення, прийняті ним відповідно до його конституційних повноважень.
В конституційних монархіях (Велика Британія, Іспанія, Бельгія та ін.) аналогом послання президента є «тронна промова» — звернення монарха до парламенту.

## Різновиди
Згідно зі статтею 106 Конституції України, Президент України
…звертається з посланнями до народу та із щорічними і позачерговими посланнями до Верховної Ради України про внутрішнє і зовнішнє становище України.
Отже, є три види послань Президента України:
1. послання до народу;
2. щорічне послання до Верховної Ради України;
3. позачергове послання до Верховної Ради України[4].

## Регламент заслуховування послань
Згідно з чинним Регламентом Верховної Ради України, щорічні та позачергові послання Президента України про внутрішнє і зовнішнє становище України включаються до порядку денного сесії позачергово без голосування.
Щорічне послання Президента за звичайних обставин проголошується до 31 березня поточного року.
На пленарне засідання Верховної Ради під час заслуховування щорічних та позачергових послань Президента України запрошуються Прем'єр-міністр України, члени Кабінету Міністрів України, керівники центральних органів виконавчої влади, які не входять до складу Кабінету Міністрів України, Уповноважений Верховної Ради України з прав людини, Голова Рахункової палати, Голова Центральної виборчої комісії, Голова Вищої ради юстиції, Голова Верховної Ради Автономної Республіки Крим та Голова Ради міністрів Автономної Республіки Крим, голови обласних рад, Київської та Севастопольської міських рад, голови обласних, Київської та Севастопольської міських державних адміністрацій, Голова та судді Конституційного Суду України, Голова Верховного Суду України, Голова Служби безпеки України, Генеральний прокурор України, глави дипломатичних представництв іноземних держав, інші офіційні особи.
Після відкриття пленарного засідання Верховної Ради головуючий на пленарному засіданні запрошує Президента України для проголошення щорічного або позачергового послання. Після закінчення виступу Президента України запитання йому не ставляться.

## Зміст послань
У президентських посланнях здебільшого зачіпаються найгостріші державні та суспільні проблеми, актуальні для всіх громадян. Пропоновані рішення, накреслений політичний курс, конкретні вказівки відбивають, перш за все, політичну позицію президентської влади і політичних сил, які підтримують владу.
У посланнях визначаються основні напрями внутрішньої та зовнішньої політики держави, які, передусім, є стратегічним дороговказом для органів виконавчої влади. Відносно ж інших гілок влади послання має характер політичного впливу та інформування. Для судової і законодавчої влади щорічні президентські послання — політичні орієнтири, які не мають обов'язкової юридичної сили. (Так вважає Ігор Жиляєв). Вони спираються на авторитет і політичний вплив президентської влади, виконують відповідну інформаційну функцію, виступають як метод переконання парламентаріїв.

## Послання Президента в історії України

### Леонід Кучма
Історія президентських послань починається з Економічної доповіді Президента України за підсумками 1994 р., виголошеної Леонідом Кучмою в 1995.
Наступне послання мало назву «Економічний і соціальний розвиток України в 1995 році» і було оприлюднене в 1996 як щорічна доповідь Президента України про внутрішню та зовнішню політику України.
Послання Президента парламенту про внутрішнє та зовнішнє становище України в 1996 р. було посилено спеціальною доповіддю уряду про економічний і соціальний розвиток країни, підготовленою як додаток до послання.
Економічна криза 1998 викликала необхідність підготовки позачергового послання «Про заходи щодо економічної стабілізації і стимулювання виробництва в Україні» (19.11.1998).
У 2000 послання Президента мало стратегічну спрямованість і називалося: «Україна: поступ у XXI століття Стратегія економічної та соціальної політики на 2000—2004 рр.».
У 2001 парламент отримав від Президента України Л. Кучми два позачергових послання «Про основні напрями бюджетної політики на 2001 рік» та «Про основні напрями реформування системи пенсійного забезпечення населення України».
Послання Президента України за 2001 мало сім розділів: «Актуальні питання дальшого забезпечення свободи слова в Україні», «Проблема бідності в контексті політики соціально-економічних перетворень та стратегії реформ», «Енергозабезпечення економіки України та енергозбереження», «Аграрний сектор економіки України: шляхи поглиблення реформ», «Сучасна судова система та судова реформа в Україні», «Україна і Європейський Союз», «Україна і міжнародні фінансові інституції».
Послання 2002 містило п'ять розділів: «Формування та розвиток внутрішнього ринку», «Науково-технічний потенціал України і перспективи його розвитку», «Формування ринку земель населених пунктів», «Політика становлення середнього класу», «Економічні відносини України і Російської Федерації у стратегічній перспективі».
У квітні оголошувалося позачергове послання «Європейський вибір. Концептуальні засади стратегії економічного та соціального розвитку України на 2002—2011 роки».
До послання 2003 було додано шість доповідей: «Пріоритети технологічного розвитку України», «Формування і реалізація технічної політики в аграрному секторі економіки», «Демографічна ситуація: сучасні проблеми та перспективи», «Україна — СОТ: механізм та соціально-економічні наслідки співробітництва», «Євроатлантична інтеграція України: сучасний стан та перспективи», «Адаптація законодавства України до законодавства Європейського Союзу».
Послання 2004 містило п'ять розділів: «Енергетичні ринки України: напрями розвитку і вдосконалення», «Формування і розвиток аграрного ринку», «Становлення та розвиток ринку праці в Україні: проблеми та перспективи розв'язання», «Зміцнення потенціалу регіонів та шляхи зменшення соціально-економічних диспропорцій регіонального розвитку», «Стратегія детінізації української економіки».

### Віктор Ющенко
Президентське послання Віктора Ющенка у 2006 мало назву «Доповідь про внутрішнє і зовнішнє становище України у 2005 році».
У зв'язку з тим, що 2007-го Президент Ющенко не звертався до Верховної Ради із щорічним Посланням про внутрішнє і зовнішнє становище України у 2006 році, парламент прийняв спеціальну постанову, якою звернув увагу Президента на невиконання ним його конституційних повноважень.
Послання Ющенка 2008 було виголошене 16 травня 2008 року і нагадувало своїм змістом передвиборчу програму.
Послання 2009 мало власну назву «Рух уперед».

### Віктор Янукович
Послання Віктора Януковича за 2010 було звернене до Українського народу, а не до парламенту. При чому, була започаткована «традиція»: направляти послання в письмовому вигляді, не з'являючись до парламенту особисто.
7 квітня 2011, однак, Янукович виступив перед депутатським корпусом із щорічним посланням до Верховної Ради України.
У наступні два роки Янукович також звертався до депутатів у письмовому вигляді: у липні 2012 і червні 2013 року.

### Петро Порошенко

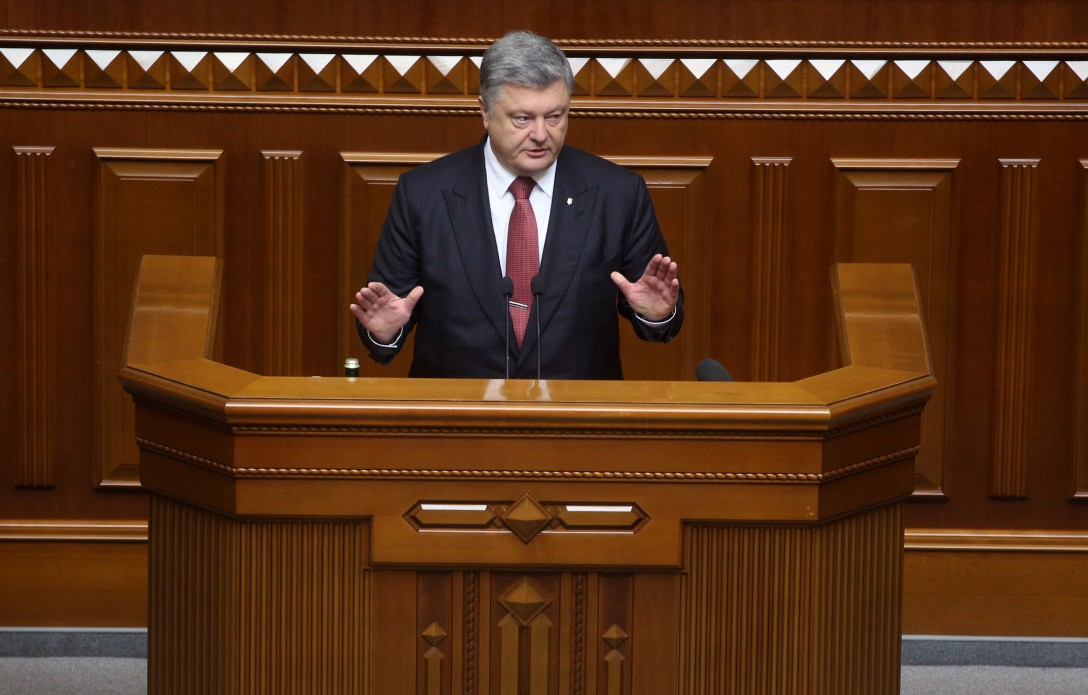
Петро Порошенко виступає зі щорічним посланням у 2017 році

27 листопада 2014 на першому засіданні Верховної Ради України VIII скликання Петро Порошенко виголосив позачергове послання про внутрішнє і зовнішнє становище України у сфері національної безпеки із визначенням нової Стратегії національної безпеки України.
4 червня 2015 Петро Порошенко звернувся зі щорічним посланням до парламенту. Народним депутатам до початку виступу Президента видали флешки, на яких містилася аналітична доповідь до звернення.
6 вересня 2016 Президент звернувся з щорічним посланням до парламенту про внутрішнє й зовнішнє становище України. Він заявив, що Україні дедалі складніше забезпечити підтримку Заходу в боротьбі з російською агресією.
У 2017 році послання було виголошене 7 вересня, традиційно під відкриття нового політичного сезону. Воно розкривало питання євроатлантичної інтеграції, російської військової загрози, виборчого законодавства, першочергових реформ та економічного зростання
У посланні передвиборчого 2018 року Петро Порошенко зробив акцент на досягненнях влади, розбудові збройних сил, зовнішній політиці, війні на Донбасі, надання Томосу українській православній автокефалії та інших питаннях.

### Володимир Зеленський
29 серпня 2019 року Президент України Володимир Зеленський звернувся до Верховної Ради України IX скликання з позачерговим посланням. З метою забезпечення підготовки проєкту щорічного Послання Президента України до Верховної Ради України про внутрішнє і зовнішнє становище України спеціальним розпорядженням Президента було створено відповідну робочу групу.
Послання 20 жовтня 2020 року стосувалося протидії епідемії коронавірусу, шляхів установлення миру на Сході, деокупації Донбасу та повернення Криму, співпраці із міжнародними інституціями та країнами, які підтримують Україну, боротьби з корупцією, зміцнення народовладдя, а також розвитку Збройних сил України і співпраці з НАТО. Послання було зачитане напередодні чергових місцевих виборів.
Щорічне звернення президента до Верховної Ради у 2021 році приурочили до 30-ї річниці Всеукраїнського референдуму про здобуття Україною незалежності (1 грудня). Основними темами стали досягнення країни за останні два роки, боротьба з пандемією коронавірусу, підвищення зарплат, війна, армія, підтримка союзників і переговори з Росією. Прозвучали ініціативи щодо запровадження «економічного паспорта українця», запуску програми кредитування «Українська мрія», «Великої термомодернізації», національного авіаперевізника, збільшення фінансування сектору оборони і безпеки.
Виступаючи на останньому пленарному засіданні Верховної Ради України 2022 року, під час широкомасштабного вторгнення Росії, Президент сфокусувався на військових завданнях, розвитку ВПК, проблемах післявоєнної відбудови, питаннях українських біженців і ветеранів.
Про виступ В. Зеленського було повідомлено постфактум, без трансляції.

## Послання Президента України як елемент національної політики
Послання Президента України є одним з важливіших елементів національної політики, які організують поточні і перспективні дії органів державної влади для досягнення найбільш ефективних результатів встановлених довго- та середньострокових пріоритетних завдань розвитку країни. Послання Президента України є: політико-правовим актом, передбаченим Конституцією та регламентованим законодавством, з доведення до відома (звернення, проголошення) до парламенту та/або народу сформульованої позиції президента, як глави держави, що орієнтовано на постановку завдань на середньо- та довгострокову перспективу, яке готується: щорічно — щодо основних напрямів внутрішньої та зовнішньої політики; або позачергово, за власною ініціативою — стосовно суспільно важливих питань. Сьогодні інститут послань Президента України знаходиться у стані реформування. Це стосується як інституційної складової (визначення суб'єктів підготовки — експертів та адресатів послань), так й інструментальної складової (встановлення процедур, методів, механізмів підготовки) послань.
Національний інститут стратегічних досліджень зазвичай щороку готує відповідні аналітичні доповіді до щорічних послань Президента України.